# Parasphyrotheca
Genre
Parasphyrotheca est un genre de collemboles de la famille des Sminthuridae.

## Liste des espèces
Selon Checklist of the Collembola of the World (version du 19 août 2019) :
- Parasphyrotheca fasciata Salmon, 1951
- Parasphyrotheca indica (Prabhoo, 1971)
- Parasphyrotheca magnificata Salmon, 1951
- Parasphyrotheca subfusca Salmon, 1951
- Parasphyrotheca submagnificata Prabhoo, 1971

## Publication originale
- Salmon, 1951 : Some Collembola from Malaya. Proceedings of the Royal Entomological Society of London, sér. B, vol. 20, p. 131-141.